# Rhynchoglossum obliquum
Rhynchoglossum obliquum är en tvåhjärtbladig växtart som beskrevs av Carl Ludwig von Blume. Rhynchoglossum obliquum ingår i släktet Rhynchoglossum och familjen Gesneriaceae. Inga underarter finns listade i Catalogue of Life.

## Bildgalleri

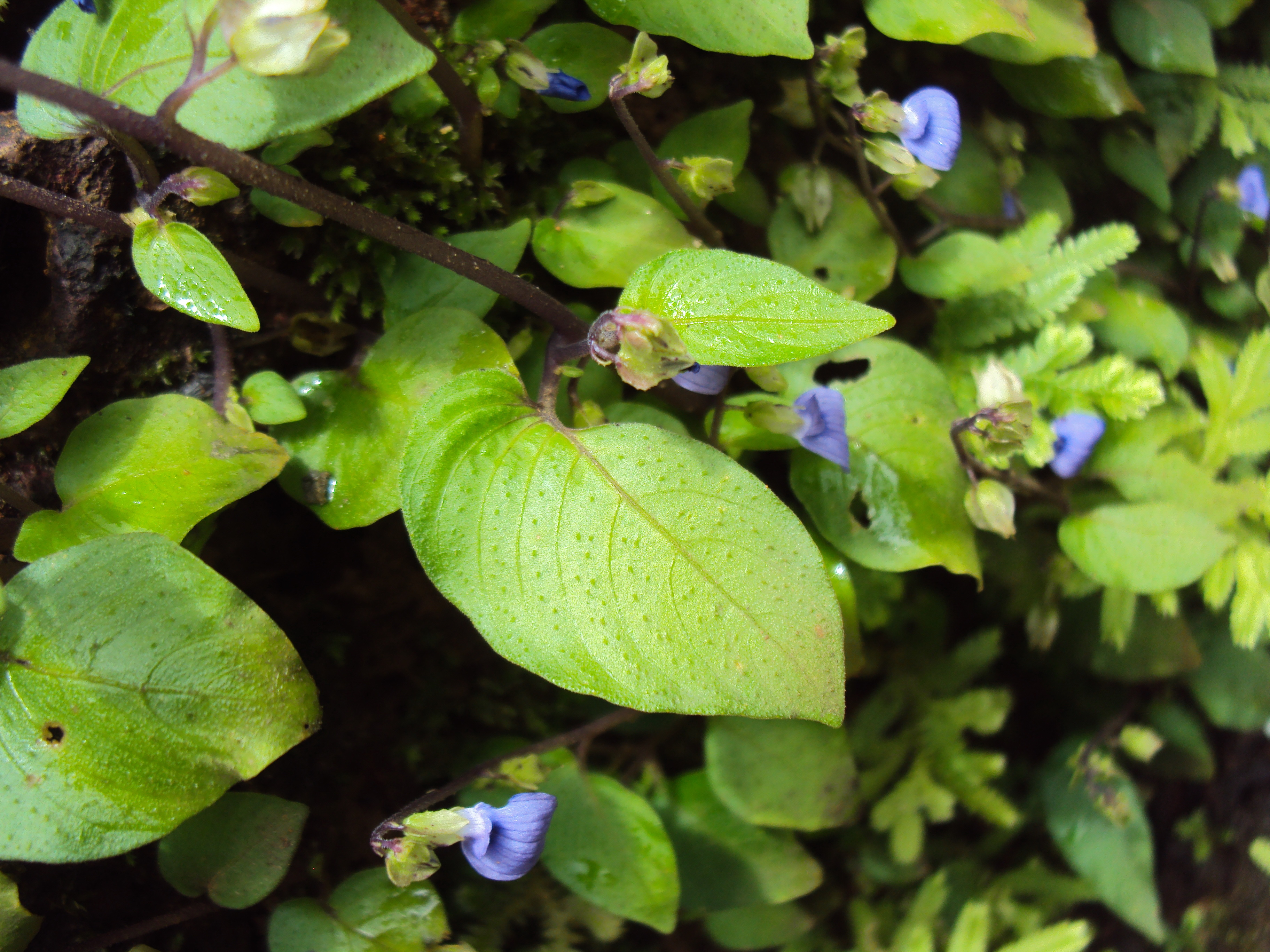
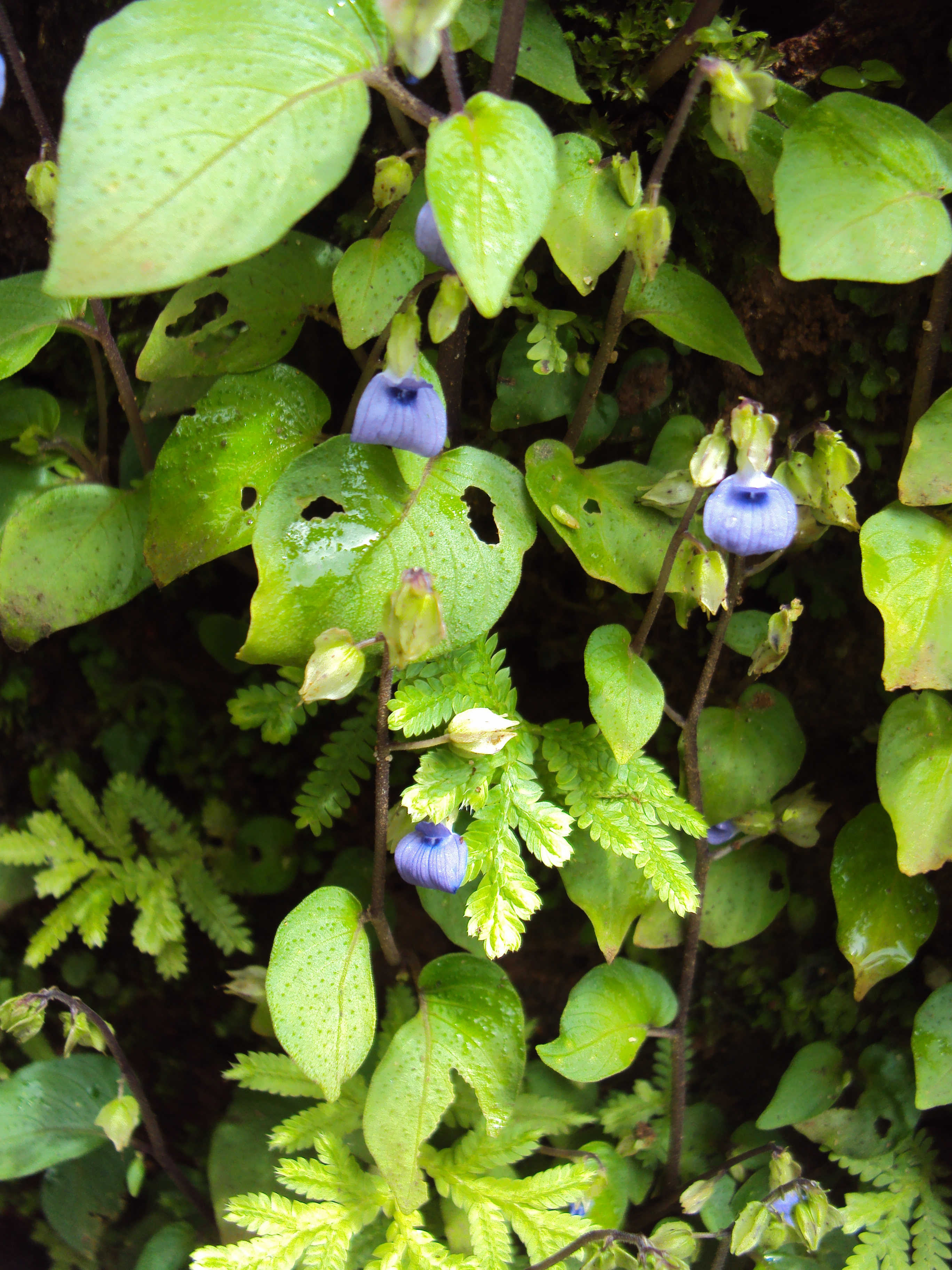
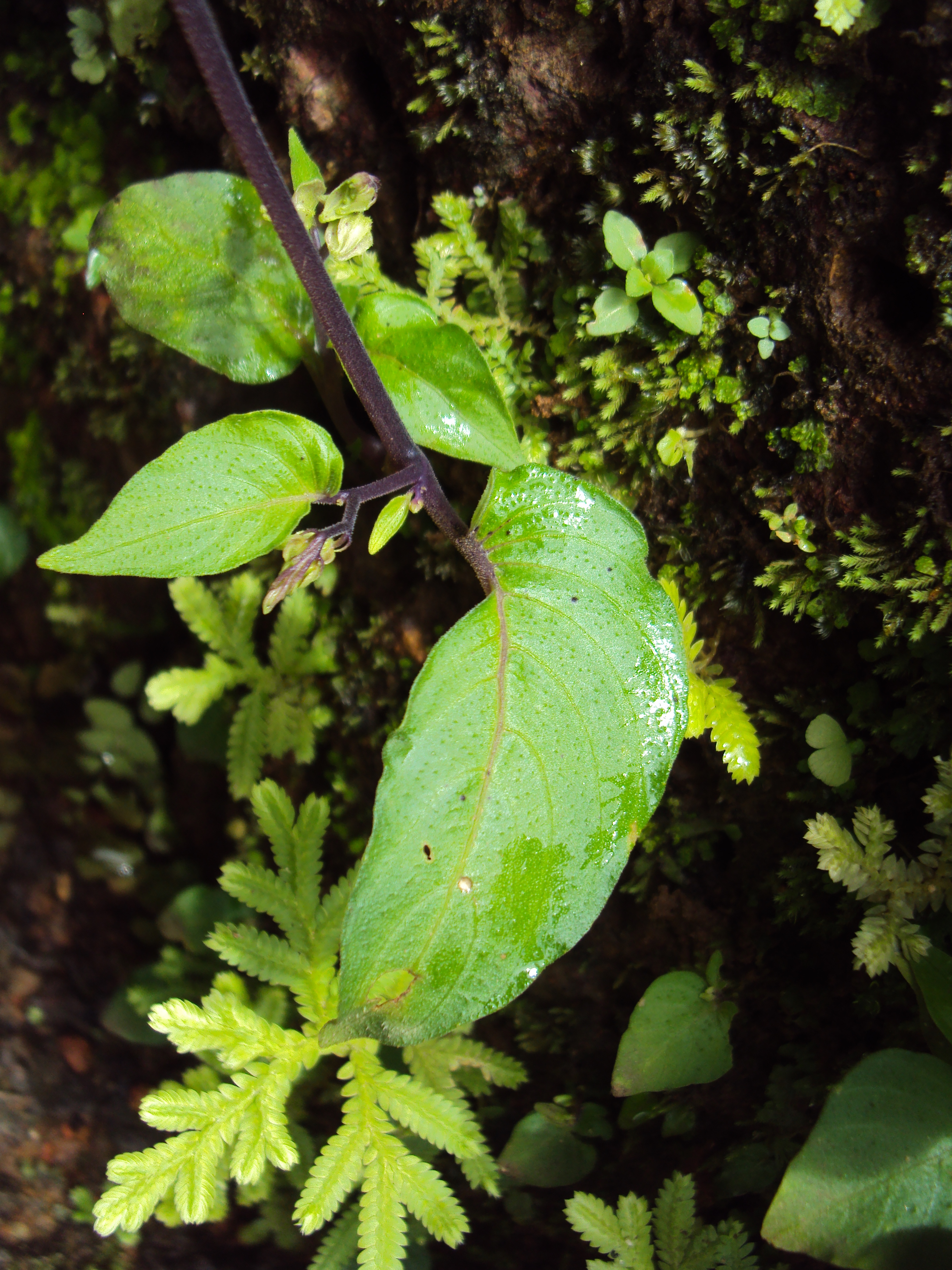
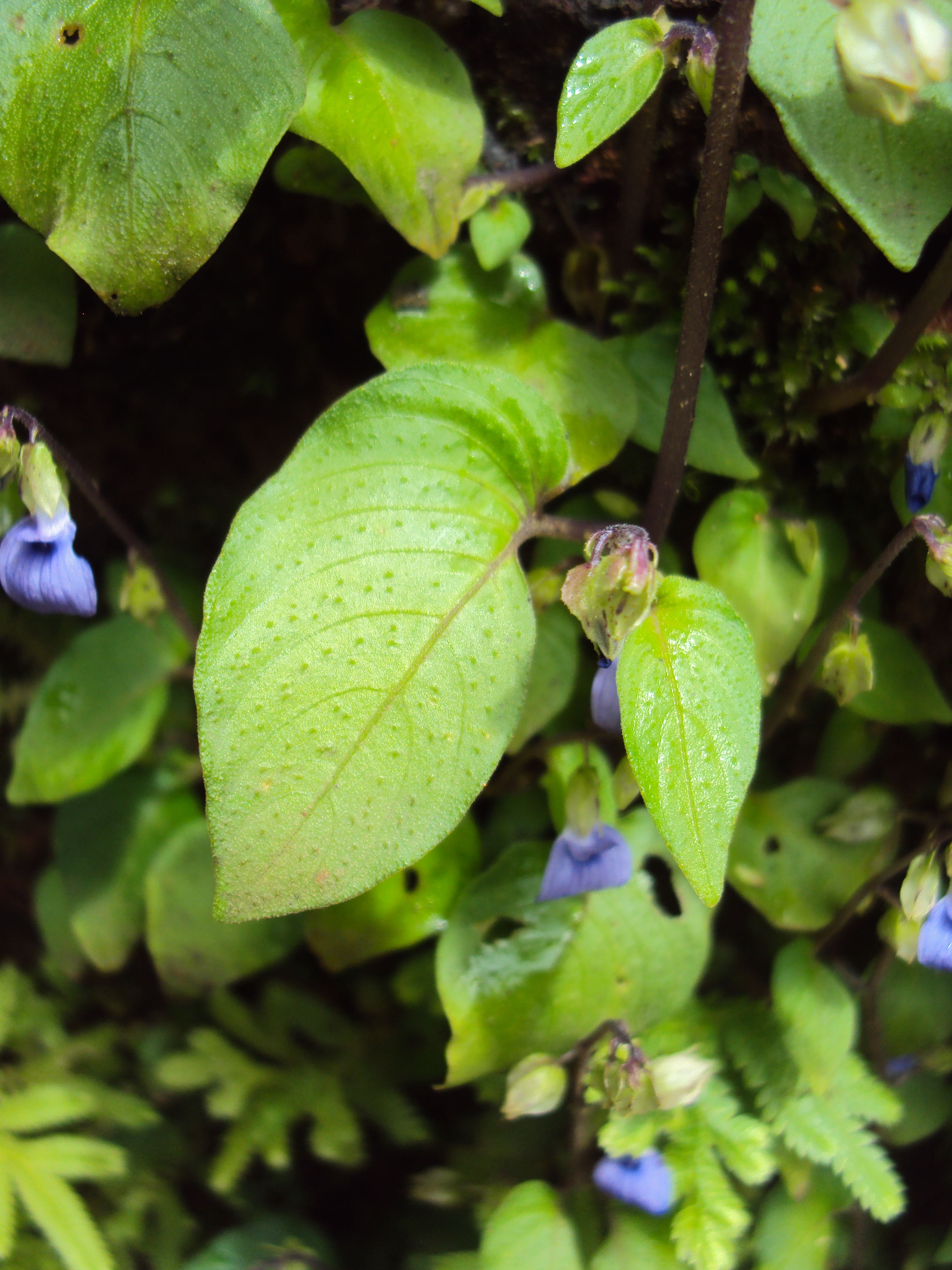